# أكاديمية الكليات الملكية الطبية
تلعب أكاديمية الكليات الملكية الطبية دورًا حيويًا لتعزيز وتسهيل وتنسيق عمل الجامعات الملكية الطبية وكلياتها لصالح المرضى والرعاية الصحية. تضم الأكاديمية 21 كلية طبية في المملكة المتحدة وأيرلندا، ويجتمع رؤساء تلك الكليات بانتظام لناقشة الأمور المتعلقة بالكليات.
تأسست الأكاديمية في عام 1974 كمؤتمر الكليات الملكية الطبية وكلياتها، تم تغيير اسمها لأكاديمية الكليات الملكية الطبية في عام 1996.
شملت الإضافات الأخيرة للأكاديمية كلية طب الطوارئ في عام 2008 وكلية طب العناية المركزة في يونيو 2014.
وقد أنشأت كلية واحدة خاصة بها - كلية القيادة الطبية والإدارة، والتي تُدار بشكل مشترك من قبل كليات الملكية للأطباء والممارسين العامين.

## رؤساء أكاديمية الكليات الملكية الطبية
يُنتخب رئيس الأكاديمية لرئاسة الأكاديمية لمدة تصل إلى ثلاث سنوات.
- ديم فيونا كالديكوت 1996
- أستاذ ناريندرا بابوبهاي باتيل 1997
- البروفسور رودريك نورمان ماكيفر ماكسوين
- السير نيل دوغلاس (2009 إلى 2012)[6]
- البروفيسور تيرانسي ستيفنسون (2012 إلى 2015)[7]
- البروفيسور ديم سوزان بيلي (2015 إلى الوقت الحاضر)[8]

## اللجان والمجموعات الفرعية الأخرى
- أكاديمية التعليم
- لجنة برنامج مؤسسة أكاديمية
- أكاديمية التدريب المتخصصة
- لجنة تقييم الأكاديمية
- أكاديمية متدرب الأطباء
- أكاديمية المريض / مجموعة لاي
- فرقة العمل المعنية بالتدريب على العدوى في الأكاديمية
- لجنة تشريع المشاريع الأكاديمية
- منتدى عدم المساواة الصحية للأكاديمية
- لجنة أخلاقيات التبرعات في المملكة المتحدة
- لجنة تشريع المشاريع
- مدراء التطوير المهني المستمر
- المنتدى الدولي

## االكليات الأعضاء في الأكاديمية
- كلية الجراحين الملكية بإنجلترا
- كلية طب العناية المركزة
- كلية الطب المهني
- كلية الطب الصيدلاني
- كلية الصحة العامة
- كلية الرعاية الصحية الجنسية والإنجابية
- الكلية الملكية لأطباء التخدير
- الكلية الملكية لطب الطوارئ
- الكلية الملكية للممارسين العامين
- الكلية الملكية لأطباء النساء والتوليد
- الكلية الملكية لأطباء العيون
- الكلية الملكية لطب الأطفال وصحة الطفل
- الكلية الملكية لعلماء الأمراض
- كلية الأطباء الملكية في إدنبرة
- الكلية الملكية لأطباء أيرلندا
- كلية الأطباء الملكية
- كلية الأطباء والجراحين الملكية في جلاسكو
- الكلية الملكية للأطباء النفسيين
- الكلية الملكية للاشعة
- كلية الجراحين الملكية في إيرلندا
- كلية الجراحين الملكية بإدنبرة
- كلية الجراحين الملكية بإنجلترا

توجد منظمة اسكتلندية منفصلة: تسمى أكاديمية الكليات والكليات الطبية الطبية في اسكتلندا.

## وصلات خارجية
- Academy of Medical Royal Colleges